# 德芳南路
德芳南路為臺灣臺中市大里區的重要道路之一，為臺中生活圈三號道路之一部分。全路段位於大里區內，並藉由文心南路連結台中市南區。大致呈相東南—西北向，東南接立元一橋，西北接德芳路一段、二段、國光路二段。全長約1.2公里。

## 行經行政區域
- 大里區

## 車道數
雙向六車道，設置中央安全島。

## 沿線設施
公園、停車場等公共設施多、沿線大型餐廳聚集是特色。
（由東南到西北）
大里溪
- 立元一橋

台74線台中生活圈四號道路30 大里一大里一交流道、環中東路六段
- 臺中市大里區大元國民小學

現岱路
- 陶板屋大里德芳南店

中興路二段
- 臺灣中油德芳加油站
- 新光銀行大里分行

國光路二段
德芳路一、二段